# FMEA
FMEA (аббревиатура от failure mode and effects analysis, анализ видов и последствий отказов) — методология проведения анализа и выявления наиболее критических шагов производственных процессов с целью управления качеством продукции.
Согласно военному стандарту США MIL-STD-1629 «Procedures for Performing a Failure Mode, Effects and Criticality Analysis», FMEA — это процедура, с помощью которой проводится анализ всех возможных ошибок системы и определения последствий воздействия на систему с целью классификации всех ошибок по признаку их критичности для работы системы.

## Область применения FMEA
Существование многочисленных определений вызвано широкой областью применения FMEA. Основные виды FMEA:
1. Concept — FMEA концептуального предложения
2. Design — FMEA конструкции
3. System — FMEA системы
4. Process — FMEA производственного процесса
5. Product — FMEA продукта
6. Service — FMEA сервисного обслуживания
7. Software — FMEA программного обеспечения

Область применения FMEA не ограничивается указанными основными видами. Метод FMEA также используется для непроизводственных отраслей, таких как: маркетинг, продажи, менеджмент, обслуживание и т. д.[уточнить] Таким образом, FMEA применимо для анализа видов и последствий отказов продукта, процесса, системы, услуги и т. д. на протяжении всего времени существования последнего.

## История
FMEA был разработан для военной промышленности США как стандарт подхода к определению, анализу и категоризации потенциально-возможных отказов. Стандарт MIL-STD-1629 «Procedures for Performing a Failure Mode, Effects and Criticality Analysis» введён в действие в 1949 году, документ действует в США и по состоянию на 2013 год.
Позже, в 1950-х — 1960-х годах стандарт был применён в аэрокосмической промышленности для предотвращения дефектов дорогих и несерийных ракетных технологий. Разработку проекта по высадке человека на луну — Apollo — NASA проводило с применением данного подхода.
В 1970-х годах методология FMEA была применена в автомобильной промышленности компанией Ford для повышения надёжности и безопасности автомобилей. Компания также использовала FMEA для улучшения дизайна и производственного процесса. А с 1988 года метод начал использоваться членами «Большой Тройки» (GM, Ford, Chrysler). С 1993 года FMEA стал одним из требований стандартов AIAG и American Society for Quality Control.